# إحياء العمارة الرومانسكية

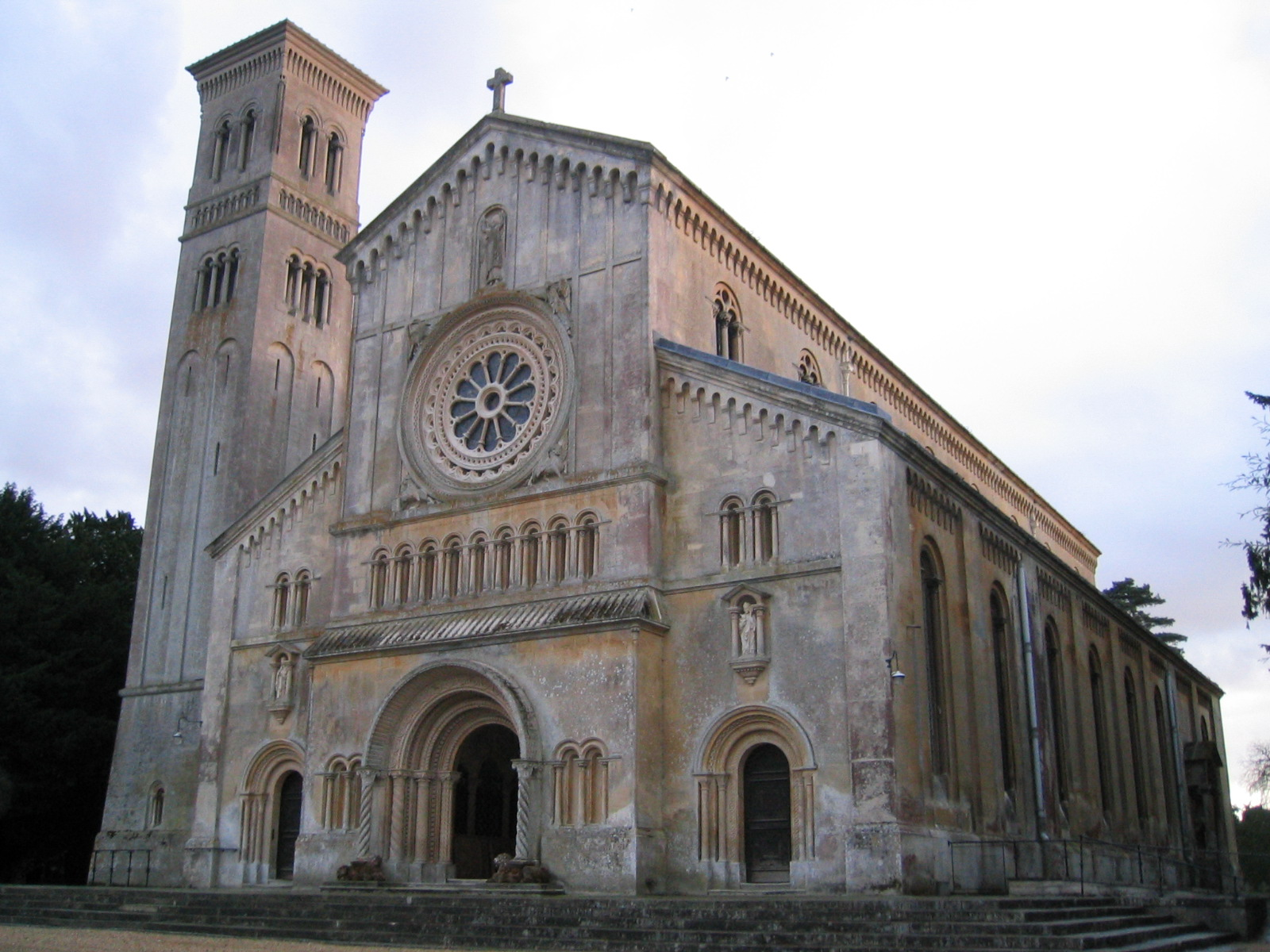
كنيسة القديسة ماري ورعية القديس نيقول، ولتون، ويلتشير في إنجلترا. يظهر فيها إستعارة للعناصر المعمارية من العمارة الرومانسكية.

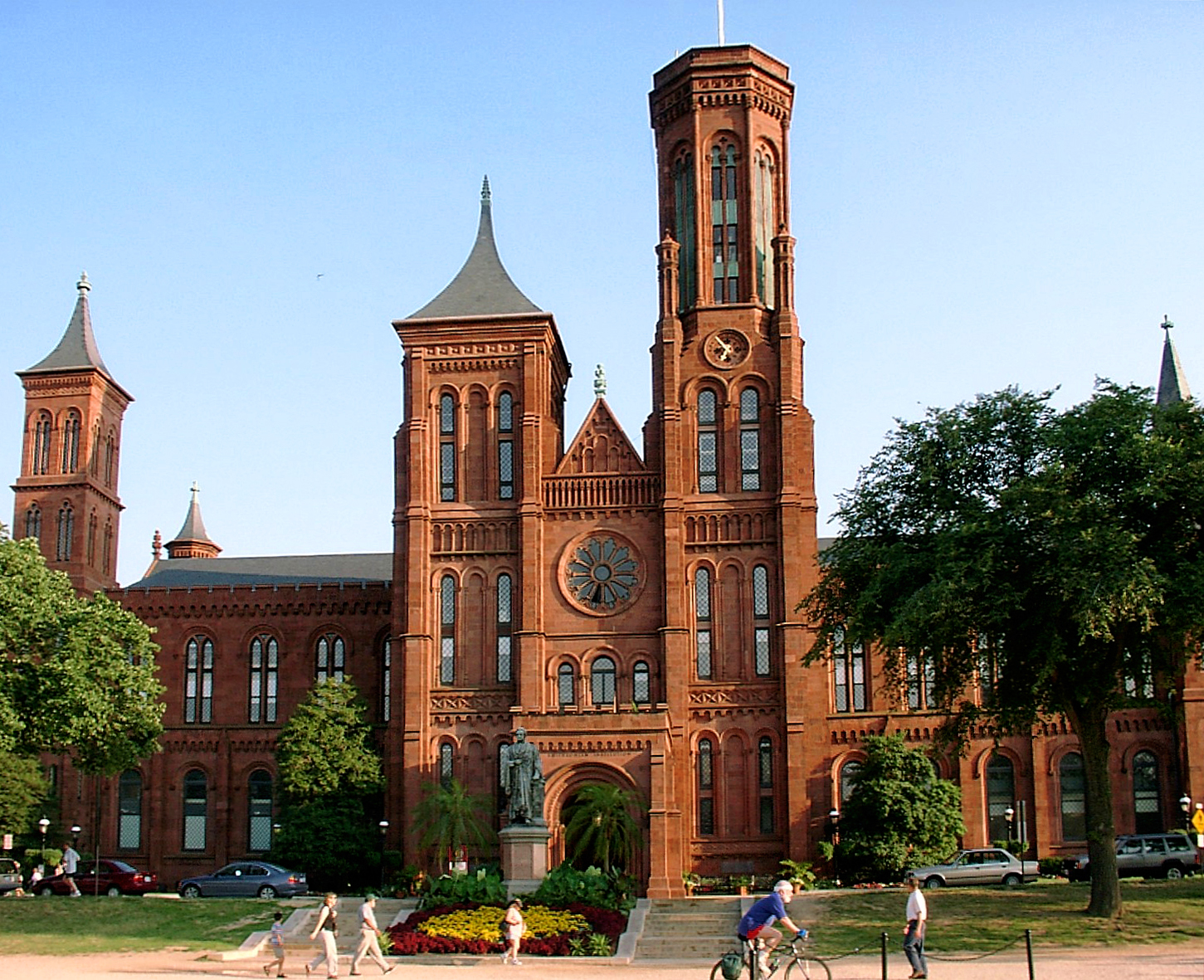
مبنى معهد سمبثسون في واشنطن العاصمة. مثال على إحياء العمارة الرومانسكية المبكرة في الولايات المتحدة.

إحياء العمارة الرومانسكية أو العمارة الرومانسكية الجديدة  (بالإنجليزية: Romanesque Revival architecture أو Neo-Romanesque) هو طراز معماري إحيائي ظهر في أوروبا ابتداءً من منتصف القرن التاسع عشر. يستوحي هذا الطراز معظم عناصره من العمارة الرومانسكية، التي تعود إلى القرن الحادي عشر والقرن الثاني عشر. ولكن بعكس الأسلوب القديم، تميل العمارة الرومانسكية الجديدة إلى البساطة في تصميم الأقواس والنوافذ.
كان من أوائل الأنواع المختلفة للطراز الرومانسكي الجديد، طراز اُطلق عليه اسم "Rundbogenstil" (أي طراز الأقواس المدورة)، والذي اُشتهر في ألمانيا وفي أماكن الشتات الألماني أبتداء من ثلاثينيات القرن التاسع عشر. كما اشتهر به عدد من المعماريين في العالم، من أهمهم المعمار الأمريكي هنري هوبسون ريتشاردسون، والذي عمل على تطوير طراز جديد في الولايات المتحدة بإسلوب وضعه بنفسه، واشتقه من العمارة الرومانسكية، كما أطلق عليه اسمه، ولكنه لم يكن إحيائيا دائما.
تجدر الإشارة إلى أن العمارة الرومانسكية الجديدة تشير أحيانًا إلى العمارة النورمانية و العمارة اللومباردية، وخصوصًا في مباني القرن التاسع عشر، بعد التطوير التاريخي الذي قام به النورمان و اللومبارد على العمارة الرمانسكية.

## وصلات خارجية
- العمارة الرومانسكية الجديدة